# Championnat de Suisse de football
Pour la hiérarchie des championnats de Suisse de football, voir Structure pyramidale des ligues de football en Suisse.
Pour l'article générale sur le football en Suisse, voir Football en Suisse.
Pour les articles homonymes, voir Série A, 1ère Ligue, Ligue nationale (homonymie), Challenge national et Ligue nationale A.
Le Championnat de Suisse de football, appelé « Super League » (ou « Brack Super League » pour des raisons de parrainage avec Brack), est une compétition de football créée en 1897. C'est la division la plus élevée dans la hiérarchie du football professionnel suisse.
Dès la saison 2023-2024, ce championnat regroupe 12 équipes disputant chacune 33 matchs. Ses deux premières places sont qualificatives pour le tour préliminaire de Ligue des champions et les deux suivantes pour la Ligue Europa Conférence.
Depuis la saison 2003-2004 et la création de la Super League, seuls le FC Bâle, le FC Zurich et le BSC Young Boys ont remporté le championnat.

## Organisation

### Historique de son nom
De sa création en, 1897, à 1931, le championnat, organisé par l'ASF, s'est appelé successivement :
- 1897-1930 : Série A
- 1930-1931 : 1re Ligue

Depuis la création de la Ligue nationale, en 1931, la compétition a pris la dénomination de :
- 1931-1944 : Ligue nationale (Challenge national en 1933)
- 1944-2003 : Ligue nationale A
- Depuis 2003 : Super League

### Format et fonctionnement de la compétition
Dû au nombre d'équipes relativement faible (12), chaque équipe rencontre quatre fois les autres clubs chaque saison : deux fois à domicile et deux fois à l'extérieur. En fin d'exercice, la lanterne rouge est automatiquement reléguée en Challenge League. L'avant-dernière formation, elle, joue un match de barrage contre le 2e de Challenge League.
Plusieurs propositions ont été faites par les clubs de la Swiss Football League (SFL) pour faire passer le championnat de dix à douze équipes en première division dès la saison 2021-2022, mais elles ont toutes été rejetées.
Dès la saison 2023-2024, le championnat va passer de dix à douze équipes.

#### Réforme à 12 clubs
En avril 2022, une autre proposition du comité SFL visant à faire passer la taille de la ligue à 12 a été annoncée. La proposition comprend trois étapes :
- Une phase de qualification préliminaire avec les douze équipes (22 journées) ;
- Une étape intermédiaire ; avec deux groupes (du premier au sixième du championnat et du septième au douzième du championnat) de six équipes chacun (10 journées).
- Le format de la troisième et dernière phase éliminatoire n'est pas encore déterminé.

Malgré la résistance des fans et une réponse générale négative des officiels du club, la proposition d’augmenter la taille de la ligue ainsi que le changement de format proposé ont été approuvés par l’assemblée générale de la Ligue suisse de football le 20 mai 2022.
Les détails de la dernière étape des séries éliminatoires ont également été finalisés :
- Les 1re et 2e équipes du groupe championnat joueront au meilleur des trois finales du championnat. L’équipe en tête du championnat a l’avantage à domicile dans le premier et le troisième match.
- Le 3e jusqu'au 6e du groupe championnat et le 1er jusqu'à la 4e équipe du groupe qualification (huit équipes au total), jouera trois tours de séries pour les places restantes pour les coupes européennes. Les playoffs seront basées sur le modèle européen, avec des matchs à domicile et à l'extérieur, sauf dans le dernier match. Les équipes sont ensemencées selon leur positionnement.
- L’équipe cinquième du groupe qualification jouera un barrage de relégation contre le deuxième de Challenge League. La dernière équipe est reléguée directement.

Le nouveau format sera mis en œuvre pour la saison 2023-2024, tandis que la saison 2022-2023 servira de transition et n’aura que la dernière équipe qui jouera un barrage de relégation contre le troisième de Challenge League. Le format de la Challenge League reste inchangé.
En octobre 2022, à la suite de fortes protestations de fans, les champions en titre du FC Zurich ont officiellement présenté une demande d’abrogation de la décision d’introduire le modus play-off. Ils proposent plutôt d'utiliser le système utilisé dans la Scottish Premiership. Une pétition de supporters a réuni 18 000 signatures (dont la star de l'équipe nationale Breel Embolo), dès le premier jour de la publication, les équipes de la Super League dont les Young Boys formellement soutenu la motion immédiatement. Cela a entraîné un nouveau vote en assemblée générale.
Le 11 novembre 2022, le nouveau projet d'utilisation du « modèle écossais » a été approuvé par l'assemblée générale de la Ligue suisse de football. Lors du vote, plus de 60 000 personnes avaient signé la pétition. L’augmentation du nombre d’équipes n’était pas remise en cause pour un nouveau vote. Le nouveau format est le suivant :
- Dans un premier temps, les douze équipes s'affrontent à trois reprises, pour un total de 33 journées.
- Après cela, le championnat est divisé en deux groupes de six chacun, un « groupe Championnat » et un « groupe Relégation ». Chaque équipe affronte les cinq autres de son groupe, pour un total de 38 journées de match.
- Le « groupe Championnat » jouera pour le titre de champion de Suisse et la qualification aux coupes européennes.
- Le « groupe Relégation » jouera contre la relégation (dernière place) et la qualification au barrage de relégation (avant-dernière place).

Les points gagnés dans la première phase sont reportés dans la deuxième phase.

## Clubs de l'édition 2024-2025
| \| Bâle Grasshopper Lausanne Lucerne Lugano Saint-Gall Sion Servette Young Boys Zurich Winterthour Yverdon \| Localisation des clubs engagés dans le championnat. |
| Bâle Grasshopper Lausanne Lucerne Lugano Saint-Gall Sion Servette Young Boys Zurich Winterthour Yverdon                                                           |

| Club                    | Dernière montée | Classement 2023-2024 | Entraîneur         | Depuis | Stade                     | Capacité | Nombre de saisons en Super League |
| ----------------------- | --------------- | -------------------- | ------------------ | ------ | ------------------------- | -------- | --------------------------------- |
| BSC Young Boys          | 2001            | 1er                  | Giorgio Contini    | 2024   | Stade du Wankdorf         | 31 783   | 87                                |
| FC Lugano               | 2015            | 2e                   | Mattia Croci Torti | 2021   | Stadio comunale Cornaredo | 6 390    | 75                                |
| Servette FC             | 2019            | 3e                   | Thomas Häberli     | 2024   | Stade de Genève           | 30 084   | 112                               |
| FC Zurich               | 2017            | 4e                   | Ricardo Moniz      | 2024   | Stade du Letzigrund       | 26 104   | 80                                |
| FC Saint-Gall           | 2012            | 5e                   | Enrico Maassen     | 2024   | Kybunpark                 | 19 568   | 94                                |
| FC Winterthour          | 2022            | 6e                   | Uli Forte          | 2024   | Schützenwiese             | 9 400    | 19                                |
| FC Lucerne              | 2006            | 7e                   | Mario Frick        | 2021   | Swissporarena             | 17 000   | 77                                |
| FC Bâle                 | 1993            | 8e                   | Fabio Celestini    | 2023   | Parc Saint-Jacques        | 38 512   | 117                               |
| Yverdon Sport FC        | 2023            | 9e                   | Paolo Tramezzani   | 2024   | Stade municipal           | 8 200    | 5                                 |
| FC Lausanne-Sport       | 2023            | 10e                  | Ludovic Magnin     | 2022   | Stade de la Tuilière      | 12 544   | 79                                |
| Grasshopper Club Zurich | 2021            | 11e                  | Tomas Oral         | 2024   | Stade du Letzigrund       | 26 104   | 116                               |
| FC Sion                 | 2024            | 1er (CL)             | Didier Tholot      | 2023   | Stade de Tourbillon       | 14 850   | 56                                |

Légende des couleurs
- Barrages de la Ligue des champions 2024-2025
- Deuxième tour de qualification de la Ligue des champions 2024-2025
- Troisième tour de qualification de la Ligue Europa 2024-2025
- Deuxième tour de qualification de la Ligue Europa Conférence 2024-2025
- Promu de Challenge League

## Palmarès

### Série A
| Saison | Champion                                           |      | Saison                    | Champion |
| 1898   | Grasshopper Club Zurich (championnat non officiel) | 1915 | SC Brühl (1)              |          |
| 1899   | Anglo-American Club Zurich (1)                     | 1916 | FC Cantonal Neuchâtel (1) |          |
| 1900   | Grasshopper Club Zurich                            | 1917 | FC Winterthour            |          |
| 1901   | Grasshopper Club Zurich                            | 1918 | Servette FC               |          |
| 1902   | FC Zurich                                          | 1919 | FC Étoile-Sporting (1)    |          |
| 1903   | BSC Young Boys                                     | 1920 | BSC Young Boys            |          |
| 1904   | FC Saint-Gall                                      | 1921 | Grasshopper Club Zurich   |          |
| 1905   | Grasshopper Club Zurich                            | 1922 | Servette FC               |          |
| 1906   | FC Winterthour                                     | 1923 | Non attribué              |          |
| 1907   | Servette FC                                        | 1924 | FC Zurich                 |          |
| 1908   | FC Winterthour                                     | 1925 | Servette FC               |          |
| 1909   | BSC Young Boys                                     | 1926 | Servette FC               |          |
| 1910   | BSC Young Boys                                     | 1927 | Grasshopper Club Zurich   |          |
| 1911   | BSC Young Boys                                     | 1928 | Grasshopper Club Zurich   |          |
| 1912   | FC Aarau                                           | 1929 | BSC Young Boys            |          |
| 1913   | FC Lausanne-Sport                                  | 1930 | Servette FC               |          |
| 1914   | FC Aarau                                           |      |                           |          |

### 1reLigue
| Saison | Champion                |
| ------ | ----------------------- |
| 1931   | Grasshopper Club Zurich |

### Ligue nationale
| Saison | Champion                |      | Saison                  | Champion |
| 1932   | FC Lausanne-Sport       | 1939 | Grasshopper Club Zurich |          |
| 1933   | Servette FC             | 1940 | Servette FC             |          |
| 1934   | Servette FC             | 1941 | FC Lugano               |          |
| 1935   | FC Lausanne-Sport       | 1942 | Grasshopper Club Zurich |          |
| 1936   | FC Lausanne-Sport       | 1943 | Grasshopper Club Zurich |          |
| 1937   | Grasshopper Club Zurich | 1944 | FC Lausanne-Sport       |          |
| 1938   | FC Lugano               |      |                         |          |

### Ligue nationale A
| Saison | Champion                 |      | Saison                       | Champion |
| 1945   | Grasshopper Club Zurich  | 1975 | FC Zurich                    |          |
| 1946   | Servette FC              | 1976 | FC Zurich                    |          |
| 1947   | FC Biel-Bienne (1)       | 1977 | FC Bâle                      |          |
| 1948   | AC Bellinzone (1)        | 1978 | Grasshopper Club Zurich      |          |
| 1949   | FC Lugano (3)            | 1979 | Servette FC                  |          |
| 1950   | Servette FC              | 1980 | FC Bâle                      |          |
| 1951   | FC Lausanne-Sport        | 1981 | FC Zurich                    |          |
| 1952   | Grasshopper Club Zurich  | 1982 | Grasshopper Club Zurich      |          |
| 1953   | FC Bâle                  | 1983 | Grasshopper Club Zurich      |          |
| 1954   | FC La Chaux-de-Fonds     | 1984 | Grasshopper Club Zurich      |          |
| 1955   | FC La Chaux-de-Fonds     | 1985 | Servette FC                  |          |
| 1956   | Grasshopper Club Zurich  | 1986 | BSC Young Boys               |          |
| 1957   | BSC Young Boys           | 1987 | Neuchâtel Xamax              |          |
| 1958   | BSC Young Boys           | 1988 | Neuchâtel Xamax (2)          |          |
| 1959   | BSC Young Boys           | 1989 | FC Lucerne (1)               |          |
| 1960   | BSC Young Boys           | 1990 | Grasshopper Club Zurich      |          |
| 1961   | Servette FC              | 1991 | Grasshopper Club Zurich      |          |
| 1962   | Servette FC              | 1992 | FC Sion                      |          |
| 1963   | FC Zurich                | 1993 | FC Aarau (3)                 |          |
| 1964   | FC La Chaux-de-Fonds (3) | 1994 | Servette FC                  |          |
| 1965   | FC Lausanne-Sport (7)    | 1995 | Grasshopper Club Zurich      |          |
| 1966   | FC Zurich                | 1996 | Grasshopper Club Zurich      |          |
| 1967   | FC Bâle                  | 1997 | FC Sion (2)                  |          |
| 1968   | FC Zurich                | 1998 | Grasshopper Club Zurich      |          |
| 1969   | FC Bâle                  | 1999 | Servette FC (17)             |          |
| 1970   | FC Bâle                  | 2000 | FC Saint-Gall (2)            |          |
| 1971   | Grasshopper Club Zurich  | 2001 | Grasshopper Club Zurich      |          |
| 1972   | FC Bâle                  | 2002 | FC Bâle                      |          |
| 1973   | FC Bâle                  | 2003 | Grasshopper Club Zurich (27) |          |
| 1974   | FC Zurich                |      |                              |          |

### Super League
| Saison | Champion  |      | Saison              | Champion |
| 2004   | FC Bâle   | 2015 | FC Bâle             |          |
| 2005   | FC Bâle   | 2016 | FC Bâle             |          |
| 2006   | FC Zurich | 2017 | FC Bâle             |          |
| 2007   | FC Zurich | 2018 | BSC Young Boys      |          |
| 2008   | FC Bâle   | 2019 | BSC Young Boys      |          |
| 2009   | FC Zurich | 2020 | BSC Young Boys      |          |
| 2010   | FC Bâle   | 2021 | BSC Young Boys      |          |
| 2011   | FC Bâle   | 2022 | FC Zurich (13)      |          |
| 2012   | FC Bâle   | 2023 | BSC Young Boys      |          |
| 2013   | FC Bâle   | 2024 | BSC Young Boys (17) |          |
| 2014   | FC Bâle   | 2025 | FC Bâle (21)        |          |

## Bilan
En italique : les clubs aujourd'hui disparus.
| Rang | Clubs                      | Titre(s) | Année(s) |
| ---- | -------------------------- | -------- | --- |
| 1    | Grasshopper Club Zurich    | 27       | 1898, 1900, 1901, 1905, 1921, 1927, 1928, 1931, 1937, 1939, 1942, 1943, 1945, 1952, 1956, 1971, 1978, 1982, 1983, 1984, 1990, 1991, 1995, 1996, 1998, 2001, 2003 |
| 2    | FC Bâle                    | 21       | 1953, 1967, 1969, 1970, 1972, 1973, 1977, 1980, 2002, 2004, 2005, 2008, 2010, 2011, 2012, 2013, 2014, 2015, 2016, 2017, 2025                                     |
| 3    | Servette FC                | 17       | 1907, 1918, 1922, 1925, 1926, 1930, 1933, 1934, 1940, 1946, 1950, 1961, 1962, 1979, 1985, 1994, 1999                                                             |
| 3    | BSC Young Boys             | 17       | 1903, 1909, 1910, 1911, 1920, 1929, 1957, 1958, 1959, 1960, 1986, 2018, 2019, 2020, 2021, 2023, 2024                                                             |
| 5    | FC Zurich                  | 13       | 1902, 1924, 1963, 1966, 1968, 1974, 1975, 1976, 1981, 2006, 2007, 2009, 2022                                                                                     |
| 6    | FC Lausanne-Sport          | 7        | 1913, 1932, 1935, 1936, 1944, 1951, 1965 |
| 7    | FC Winterthour             | 3        | 1906, 1908, 1917 |
| 7    | FC Lugano                  | 3        | 1938, 1941, 1949 |
| 7    | FC La Chaux-de-Fonds       | 3        | 1954, 1955, 1964 |
| 7    | FC Aarau                   | 3        | 1912, 1914, 1993 |
| 11   | Neuchâtel Xamax            | 2        | 1987, 1988 |
| 11   | FC Sion                    | 2        | 1992, 1997 |
| 11   | FC Saint-Gall              | 2        | 1904, 2000 |
| 14   | Anglo-American Club Zurich | 1        | 1899 |
| 14   | SC Brühl                   | 1        | 1915 |
| 14   | FC Cantonal Neuchâtel      | 1        | 1916 |
| 14   | FC Étoile-Sporting         | 1        | 1919 |
| 14   | FC Biel-Bienne             | 1        | 1947 |
| 14   | AC Bellinzone              | 1        | 1948 |
| 14   | FC Lucerne                 | 1        | 1989 |

## Statistiques

### Meilleurs buteurs
Ce tableau récapitule les meilleurs réalisateurs du championnat depuis l'introduction de la Super League,.
| Saison    | Joueur             | Buts | Club                           |
| --------- | ------------------ | ---- | ------------------------------ |
| 2003-2004 | Stéphane Chapuisat | 23   | BSC Young Boys                 |
| 2004-2005 | Christian Giménez  | 27   | FC Bâle                        |
| 2005-2006 | Alhassane Keita    | 20   | FC Zurich                      |
| 2006-2007 | Mladen Petrić      | 19   | FC Bâle                        |
| 2007-2008 | Hakan Yakın        | 24   | BSC Young Boys                 |
| 2008-2009 | Seydou Doumbia     | 20   | BSC Young Boys                 |
| 2009-2010 | Seydou Doumbia     | 30   | BSC Young Boys                 |
| 2010-2011 | Alexander Frei     | 27   | FC Bâle                        |
| 2011-2012 | Alexander Frei     | 23   | FC Bâle                        |
| 2012-2013 | Ezequiel Scarione  | 21   | FC Saint-Gall                  |
| 2013-2014 | Shkëlzen Gashi     | 19   | Grasshopper Club Zurich        |
| 2014-2015 | Shkëlzen Gashi     | 22   | FC Bâle                        |
| 2015-2016 | Munas Dabbur       | 19   | Grasshopper Club Zurich        |
| 2016-2017 | Seydou Doumbia     | 20   | FC Bâle                        |
| 2017-2018 | Albian Ajeti       | 17   | FC Saint-Gall (3) FC Bâle (14) |
| 2018-2019 | Guillaume Hoarau   | 24   | BSC Young Boys                 |
| 2019-2020 | Jean-Pierre Nsame  | 32   | BSC Young Boys                 |
| 2020-2021 | Jean-Pierre Nsame  | 19   | BSC Young Boys                 |
| 2021-2022 | Jordan Siebatcheu  | 22   | BSC Young Boys                 |
| 2022-2023 | Jean-Pierre Nsame  | 21   | BSC Young Boys                 |
| 2023-2024 | Žan Celar          | 14   | FC Lugano                      |

### Meilleurs passeurs
| Saison    | Joueur                     | Passes | Club                                            |
| --------- | -------------------------- | ------ | ----------------------------------------------- |
| 2005-2006 | Raffael                    | 13     | FC Zurich                                       |
| 2006-2007 | Raffael Antônio dos Santos | 16     | FC Zurich Grasshopper Club Zurich               |
| 2007-2008 | Hakan Yakın                | 14     | BSC Young Boys                                  |
| 2008-2009 | Almen Abdi                 | 11     | FC Zurich                                       |
| 2009-2010 | Álvaro Domínguez           | 12     | FC Sion                                         |
| 2010-2011 | Dušan Đurić                | 14     | FC Zurich                                       |
| 2011-2012 | Alexander Frei             | 12     | FC Bâle                                         |
| 2012-2013 | Valentin Stocker           | 15     | FC Bâle                                         |
| 2013-2014 | Sven Lüscher               | 13     | FC Aarau                                        |
| 2014-2015 | Jakob Jantscher            | 11     | FC Lucerne                                      |
| 2015-2016 | Yoric Ravet                | 18     | Grasshopper Club Zurich (8) BSC Young Boys (10) |
| 2016-2017 | Yoric Ravet                | 17     | BSC Young Boys                                  |
| 2017-2018 | Matteo Tosetti             | 16     | FC Thoune                                       |
| 2018-2019 | Raphaël Nuzzolo            | 14     | Neuchâtel Xamax FCS                             |
| 2019-2020 | Lukas Görtler              | 13     | FC Saint-Gall                                   |
| 2020-2021 | Valentin Stocker           | 11     | FC Bâle                                         |
| 2021-2022 | Miroslav Stevanović        | 20     | Servette FC                                     |
| 2022-2023 | Ulisses Garcia             | 10     | BSC Young Boys                                  |
| 2023-2024 | Renato Steffen             | 13     | FC Lugano                                       |

## Historique du logo

Logo utilisé de 2005 à 2012.
Logo utilisé de 2012 à 2021.
Logo utilisé de 2021 à 2025.
Logo utilisé depuis 2025.

Axpo ayant renoncé à son statut de sponsor principal, la banque Raiffeisen devient le sponsor principal de la compétition, en 2012. Celle-là s'appelle alors Raiffeisen Super League. Dès la saison 2021-2022, c'est une autre banque, le Credit Suisse, qui détient ses droits. Elle change ainsi de nom pour s'appeler Credit Suisse Super League jusqu'à la saison saison 2024-2025. À partir de la saison 2025-2026, le championnat change de nom et devient Brack Super League pour 5 saisons.

## Affluences
Ce tableau récapitule le nombre de spectateurs en championnat depuis l'introduction de la Super League.
| Saison    | Matchs | Nombre total de spectateurs | Moyenne par match | Tendance        | Meilleure moyenne | Club           |
| --------- | ------ | --------------------------- | ----------------- | --------------- | ----------------- | -------------- |
| 2003-2004 | 180    | 1 618 345                   | 8 991             |                 | 27 886            | FC Bâle        |
| 2004-2005 | 162    | 1 346 436                   | 8 311             | en diminution   | 24 928            | FC Bâle        |
| 2005-2006 | 180    | 1 438 824                   | 7 993             | en diminution   | 21 806            | FC Bâle        |
| 2006-2007 | 180    | 1 749 805                   | 9 721             | en augmentation | 20 144            | FC Bâle        |
| 2007-2008 | 180    | 1 964 993                   | 10 917            | en augmentation | 23 539            | FC Bâle        |
| 2008-2009 | 180    | 1 614 089                   | 8 967             | en diminution   | 21 043            | FC Bâle        |
| 2009-2010 | 180    | 1 990 643                   | 11 059            | en augmentation | 23 656            | FC Bâle        |
| 2010-2011 | 180    | 2 045 762                   | 11 365            | en augmentation | 29 043            | FC Bâle        |
| 2011-2012 | 162    | 1 985 055                   | 12 253            | en augmentation | 29 774            | FC Bâle        |
| 2012-2013 | 180    | 2 163 354                   | 12 019            | en diminution   | 29 036            | FC Bâle        |
| 2013-2014 | 180    | 1 938 985                   | 10 772            | en diminution   | 27 841            | FC Bâle        |
| 2014-2015 | 180    | 1 956 021                   | 10 867            | en augmentation | 28 878            | FC Bâle        |
| 2015-2016 | 180    | 1 935 190                   | 10 751            | en diminution   | 28 597            | FC Bâle        |
| 2016-2017 | 180    | 1 789 873                   | 9 944             | en diminution   | 26 497            | FC Bâle        |
| 2017-2018 | 180    | 2 012 599                   | 11 181            | en augmentation | 25 857            | FC Bâle        |
| 2018-2019 | 180    | 2 029 176                   | 11 273            | en augmentation | 25 751            | BSC Young Boys |
| 2019-2020 | 180    | 1 344 138                   | 7 467             | en diminution   | 16 671            | BSC Young Boys |
| 2020-2021 | 180    | 64 273                      | 357               | en diminution   | 725               | BSC Young Boys |
| 2021-2022 | 180    | 2 051 664                   | 11 398            | en augmentation | 24 821            | BSC Young Boys |
| 2022-2023 | 180    | 2 370 298                   | 13 168            | en augmentation | 29 097            | BSC Young Boys |
| 2023-2024 | 226    | 2 563 334                   | 11 342            | en augmentation | 28 878            | BSC Young Boys |

## Compétitions européennes

### Performances des clubs suisses en compétitions européennes
Ce tableau récapitule la participation des clubs suisses lors des éditions des principales compétitions européennes de clubs de l'UEFA. N'est prise en considération que leur accession aux phases à élimination directe à partir des huitièmes de finale ou barrages. À quelques exceptions près puisqu'à leurs débuts certaines épreuves n'ont pas assez d'équipes pour organiser des huitièmes de finale.
- Club éliminé en quarts de finale (ou qualifié parmi les huit dernières équipes)
- Club éliminé en demi-finales

* La compétition ne compte que 12 participants
| Saison    | Coupe des clubs champions (1955-1992) Ligue des champions (depuis 1992) | Coupe des villes de foires (1955-1971) Coupe UEFA (1971-2009) Ligue Europa (depuis 2009) | Coupe des vainqueurs de coupe (1960-1999) | Ligue Europa Conférence (depuis 2021) |
| --------- | ----------------------------------------------------------------------- | ---------------------------------------------------------------------------------------- | ----------------------------------------- | ------------------------------------- |
| 1955-1956 | Servette FC                                                             |                                                                                          |                                           |                                       |
| 1956-1957 | GC Zurich                                                               |                                                                                          |                                           |                                       |
| 1957-1958 | BSC Young Boys                                                          | Bâle XI* FC Lausanne-Sport*                                                              |                                           |                                       |
| 1958-1959 | BSC Young Boys                                                          |                                                                                          |                                           |                                       |
| 1959-1960 | BSC Young Boys                                                          | Bâle XI FC Lausanne-Sport                                                                |                                           |                                       |
| 1960-1961 | BSC Young Boys                                                          | Bâle XI FC Lausanne-Sport                                                                | FC Lucerne*                               |                                       |
| 1961-1962 | Servette FC                                                             | FC Lausanne-Sport                                                                        |                                           |                                       |
| 1962-1963 |                                                                         |                                                                                          | FC Lausanne-Sport                         |                                       |
| 1963-1964 | FC Zurich                                                               | FC Lausanne-Sport                                                                        |                                           |                                       |
| 1964-1965 | FC La Chaux-de-Fonds                                                    |                                                                                          | FC Lausanne-Sport                         |                                       |
| 1965-1966 |                                                                         | Servette FC                                                                              | FC Sion                                   |                                       |
| 1966-1967 |                                                                         |                                                                                          | Servette FC                               |                                       |
| 1967-1968 |                                                                         | FC Zurich                                                                                |                                           |                                       |
| 1969-1970 |                                                                         |                                                                                          | FC Saint-Gall                             |                                       |
| 1970-1971 | FC Bâle                                                                 |                                                                                          | FC Zurich                                 |                                       |
| 1971-1972 | GC Zurich                                                               |                                                                                          |                                           |                                       |
| 1973-1974 | FC Bâle                                                                 |                                                                                          | FC Zurich                                 |                                       |
| 1976-1977 | FC Zurich                                                               |                                                                                          |                                           |                                       |
| 1977-1978 |                                                                         | GC Zurich                                                                                |                                           |                                       |
| 1978-1979 | GC Zurich                                                               |                                                                                          | Servette FC                               |                                       |
| 1979-1980 | Servette FC                                                             | GC Zurich                                                                                |                                           |                                       |
| 1980-1981 | FC Bâle                                                                 | GC Zurich                                                                                |                                           |                                       |
| 1981-1982 |                                                                         | FC Neuchâtel Xamax                                                                       | FC Lausanne-Sport                         |                                       |
| 1982-1983 |                                                                         | Servette FC FC Zurich                                                                    |                                           |                                       |
| 1983-1984 |                                                                         |                                                                                          | Servette FC                               |                                       |
| 1984-1985 | GC Zurich                                                               |                                                                                          | Servette FC                               |                                       |
| 1985-1986 | Servette FC                                                             | FC Neuchâtel Xamax                                                                       |                                           |                                       |
| 1986-1987 |                                                                         |                                                                                          | FC Sion                                   |                                       |
| 1987-1988 | FC Neuchâtel Xamax                                                      |                                                                                          | BSC Young Boys                            |                                       |
| 1988-1989 | FC Neuchâtel Xamax                                                      |                                                                                          |                                           |                                       |
| 1989-1990 |                                                                         |                                                                                          | GC Zurich                                 |                                       |
| 1991-1992 |                                                                         | FC Neuchâtel Xamax                                                                       | FC Sion                                   |                                       |
| 1992-1993 | FC Sion                                                                 |                                                                                          | FC Lucerne                                |                                       |
| 1994-1995 |                                                                         | FC Sion                                                                                  | GC Zurich                                 |                                       |
| 1995-1996 | GC Zurich                                                               |                                                                                          |                                           |                                       |
| 1996-1997 | GC Zurich                                                               |                                                                                          | FC Sion                                   |                                       |
| 1998-1999 |                                                                         | GC Zurich FC Zurich                                                                      |                                           |                                       |
| 2001-2002 |                                                                         | Servette FC                                                                              |                                           |                                       |
| 2002-2003 | FC Bâle                                                                 |                                                                                          |                                           |                                       |
| 2005-2006 |                                                                         | FC Bâle                                                                                  |                                           |                                       |
| 2011-2012 | FC Bâle                                                                 |                                                                                          |                                           |                                       |
| 2012-2013 |                                                                         | FC Bâle                                                                                  |                                           |                                       |
| 2013-2014 |                                                                         | FC Bâle                                                                                  |                                           |                                       |
| 2014-2015 | FC Bâle                                                                 |                                                                                          |                                           |                                       |
| 2015-2016 |                                                                         | FC Bâle                                                                                  |                                           |                                       |
| 2017-2018 | FC Bâle                                                                 |                                                                                          |                                           |                                       |
| 2019-2020 |                                                                         | FC Bâle                                                                                  |                                           |                                       |
| 2020-2021 |                                                                         | BSC Young Boys                                                                           |                                           |                                       |
| 2021-2022 |                                                                         |                                                                                          |                                           | FC Bâle                               |
| 2022-2023 |                                                                         |                                                                                          |                                           | FC Bâle                               |
| 2023-2024 |                                                                         | BSC Young Boys                                                                           |                                           | Servette FC                           |

### Classement du championnat
Le tableau ci-dessous récapitule le classement de la Suisse au coefficient UEFA depuis 1960. Ce coefficient par nation est utilisé pour attribuer à chaque pays un nombre de places pour les compétitions européennes ainsi que les tours auxquels les clubs doivent entrer dans la compétition.
| 1960 | 1961 | 1962 | 1963 | 1964 | 1965 | 1966 | 1967 | 1968 | 1969 | 1970 | 1971 | 1972 | 1973 | 1974 | 1975 | 1976 | 1977 | 1978 | 1979 | 1980 | 1981 | 1982 | 1983 | 1984 | 1985 | 1986 | 1987 | 1988 | 1989 | 1990 | 1991 | 1992 |
| ---- | ---- | ---- | ---- | ---- | ---- | ---- | ---- | ---- | ---- | ---- | ---- | ---- | ---- | ---- | ---- | ---- | ---- | ---- | ---- | ---- | ---- | ---- | ---- | ---- | ---- | ---- | ---- | ---- | ---- | ---- | ---- | ---- |
| 10   | 12   | 14   | 15   | 20   | 22   | 20   | 22   | 20   | 21   | 22   | 22   | 23   | 25   | 21   | 21   | 21   | 19   | 17   | 16   | 15   | 12   | 11   | 14   | 15   | 16   | 16   | 20   | 19   | 18   | 15   | 17   | 19   |
| 1993 | 1994 | 1995 | 1996 | 1997 | 1998 | 1999 | 2000 | 2001 | 2002 | 2003 | 2004 | 2005 | 2006 | 2007 | 2008 | 2009 | 2010 | 2011 | 2012 | 2013 | 2014 | 2015 | 2016 | 2017 | 2018 | 2019 | 2020 | 2021 | 2022 | 2023 | 2024 | 2025 |
| 17   | 14   | 16   | 15   | 17   | 16   | 16   | 14   | 17   | 16   | 13   | 13   | 19   | 16   | 17   | 16   | 15   | 13   | 16   | 14   | 13   | 13   | 11   | 12   | 12   | 12   | 17   | 17   | 19   | 14   | 13   | 12   | 17   |

Le tableau suivant affiche le coefficient actuel du championnat suisse.
| Rang | Pays     | 2020-2021 | 2021-2022 | 2022-2023 | 2023-2024 | 2024-2025 | Coefficient |
| ---- | -------- | --------- | --------- | --------- | --------- | --------- | ----------- |
| 15   | Pologne  | 4,000     | 4,625     | 7,750     | 6,875     | 11,750    | 35,000      |
| 16   | Danemark | 4,125     | 7,800     | 5,900     | 8,500     | 7,656     | 33,981      |
| 17   | Suisse   | 5,125     | 7,750     | 8,500     | 5,200     | 7,050     | 33,625      |
| 18   | Israël   | 7,000     | 6,750     | 6,250     | 8,750     | 2,875     | 31,625      |
| 19   | Chypre   | 4,000     | 4,125     | 5,100     | 3,750     | 10,562    | 27,537      |

### Coefficient UEFA des clubs
| Rang | Club           | 2020-2021 | 2021-2022 | 2022-2023 | 2023-2024 | 2024-2025 | Coefficient |
| ---- | -------------- | --------- | --------- | --------- | --------- | --------- | ----------- |
| 62   | BSC Young Boys | 11,000    | 8,000     | 2,500     | 7,000     | 6,000     | 34,500      |
| 66   | FC Bâle        | 2,500     | 12,000    | 17,000    | 1,500     | -         | 33,000      |
| 90   | FC Lugano      | -         | -         | 2,000     | 3,000     | 14,250    | 19,250      |
| 139  | Servette FC    | 1,500     | 1,500     | -         | 6,000     | 2,500     | 11,500      |